# Pristimantis thymalopsoides
Pristimantis thymalopsoides es una especie de anfibio anuro de la familia Craugastoridae.

## Distribución
Esta especie es endémica de la provincia de Cotopaxi en Ecuador. Habita en Pilaló entre los 2 460 y 2 480 m sobre el nivel del mar en la vertiente occidental de la Cordillera Occidental.

## Descripción
Los machos miden de 28.0 a 34.4 mm y las hembras de 51.7 a 55.4 mm.

## Publicación original
- Lynch, 1976 : New species of frogs (Leptodactylidae: Eleutherodactylus) from the Pacific versant of Ecuador. Occasional papers of the Museum of Natural History, the University of Kansas, n.º 55, p. 1-33[5]